# Schoenus antarcticus
Schoenus antarcticus är en halvgräsart som först beskrevs av Joseph Dalton Hooker, och fick sitt nu gällande namn av Per Karl Hjalmar Dusén. Schoenus antarcticus ingår i släktet axagssläktet, och familjen halvgräs. Inga underarter finns listade i Catalogue of Life.